# Acacia linearis
Acacia linearis é uma espécie de leguminosa do gênero Acacia, pertencente à família Fabaceae.